# Master of Puppets (пісня)
«Master of Puppets» — пісня американського треш-метал гурту Metallica, що вийшла 2 липня 1986 року, як єдиний сингл з однойменного альбому. Пісня також була видана лейблом Elektra Records як промо-сингл у США.

## Список композицій
| Французький 7" сингл | Французький 7" сингл            | Французький 7" сингл |
| #                    | Назва                           | Тривалість           |
| -------------------- | ------------------------------- | -------------------- |
| 1.                   | «Master of Puppets» (7" версія) | 3:27                 |
| 2.                   | «Welcome Home (Sanitarium)»     | 4:06                 |

## Учасники запису
- Джеймс Хетфілд — ведучий вокал, ритм-гітара
- Кліфф Бертон — бас-гітара, бек-вокал
- Ларс Ульріх — ударні
- Кірк Хаммет — соло-гітара